# オリーブ・オイル

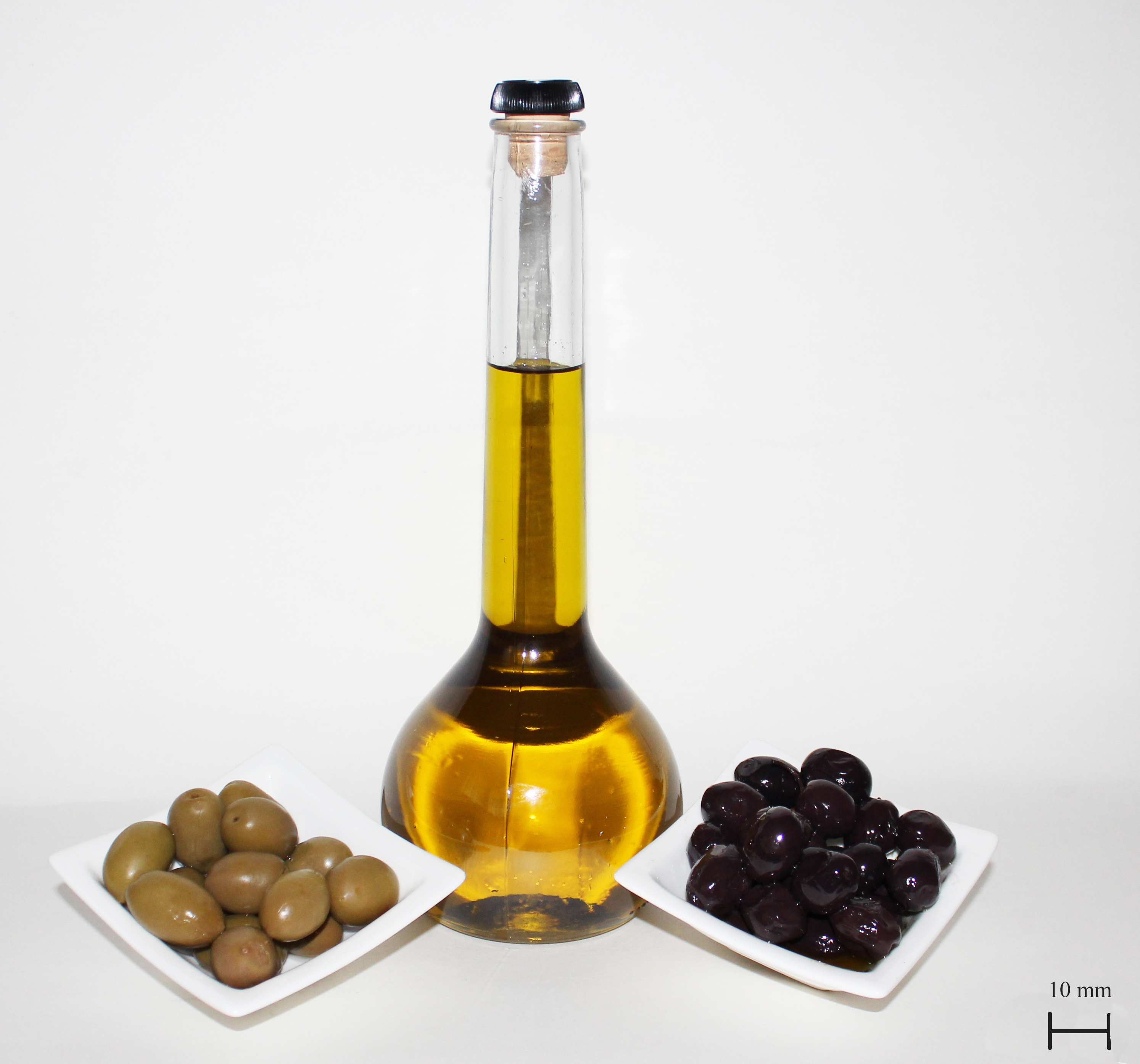
ボトルに入ったオリーブ・オイル(中央)とオリーブ

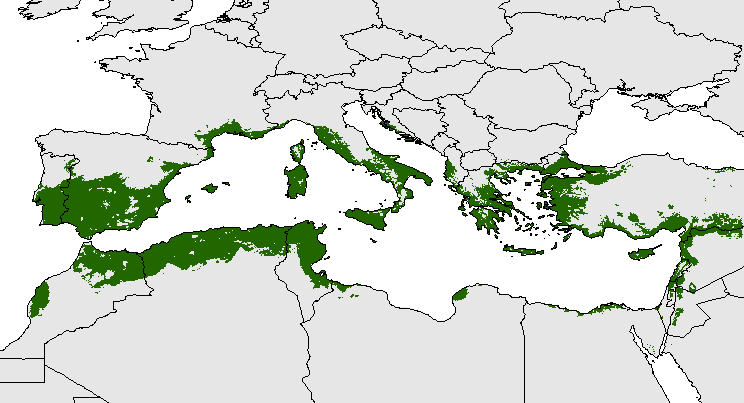
オリーブの木の分布。

オリーブ・オイル（英語: olive oil）、またはオリーブ油（）は、オリーブの果実から得られる植物油である。

## 概要

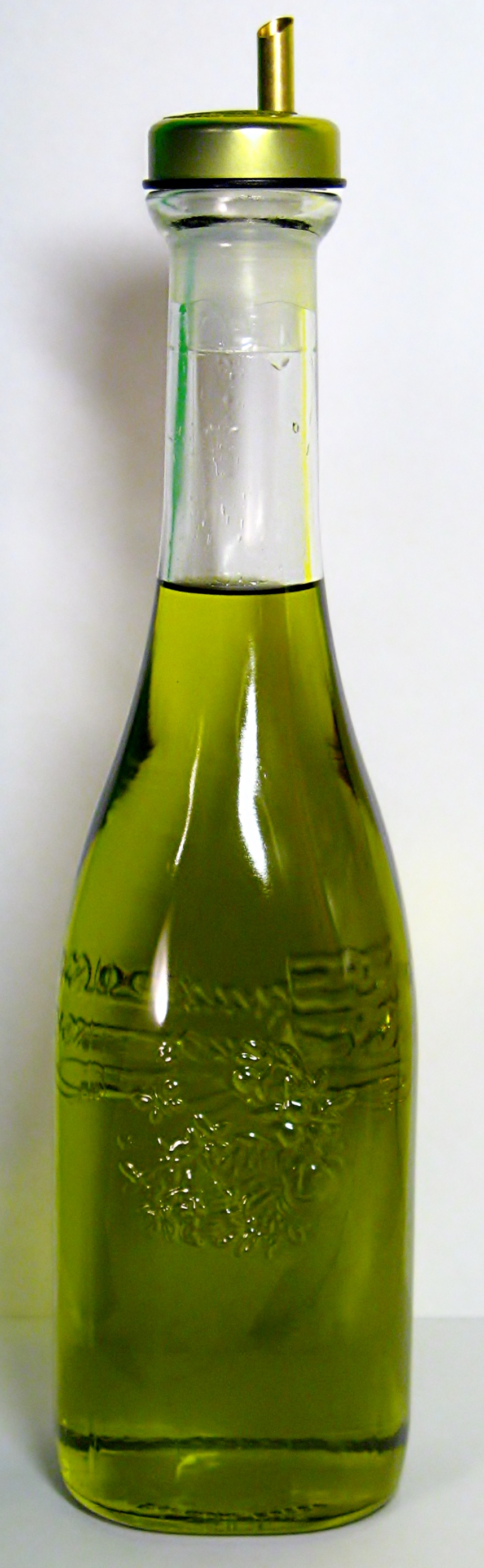
ボトルに入ったオリーブ・オイル。若い実を絞ったものは葉緑素が残り緑色になるが、苦みが強い。

酸化されにくいオレイン酸を比較的多く含むため、他の食用の油脂に比べて酸化されにくく常温で固まりにくい性質を持つ（不乾性油）。ギリシア語での語源が「喜び」と共通することから正教会では斎の対象となる。
主に地中海に面した地域（イタリア、スペイン、ギリシャ、マシュリク、シチリアなど）で好んで使われる。これらの地方では単に油といえばオリーブ・オイルをさすことが多い。ギリシャでの消費量は世界一で、日常の食卓において様々な料理に使われており、日常生活に欠かせない食材である。イタリアなどでは毎年オリーブの収穫の季節に、ブルスケッタなどと一緒に絞りたてのオリーブ・オイルを賞味して収穫を祝う習慣がある。
主な生産国はスペイン (40.1%)、イタリア (19.5%)、ギリシャ (12.9%) などとなっている。
食用のほか、化粧品、薬品、また石けんなどの原料としても用いられる。
オリーブ・オイルは紫外線により劣化するが、紫外線は太陽光線のみならず電球や蛍光灯の光にも含まれているため、冷暗所で保存する。手に取りやすい食卓や台所に置く場合は黒い瓶やアルミホイルで覆った瓶により遮光すると同様の効果がある。
また、日本語や中国語ではオリーブ・オイルを橄欖油（）と表現することがあるが、これはかつて橄欖の種子から油を絞っていたことから、オリーブを洋橄欖と記述したことから来ている。英語では、橄欖をChinese oliveとも呼んでいる。

## 製法と品質等級

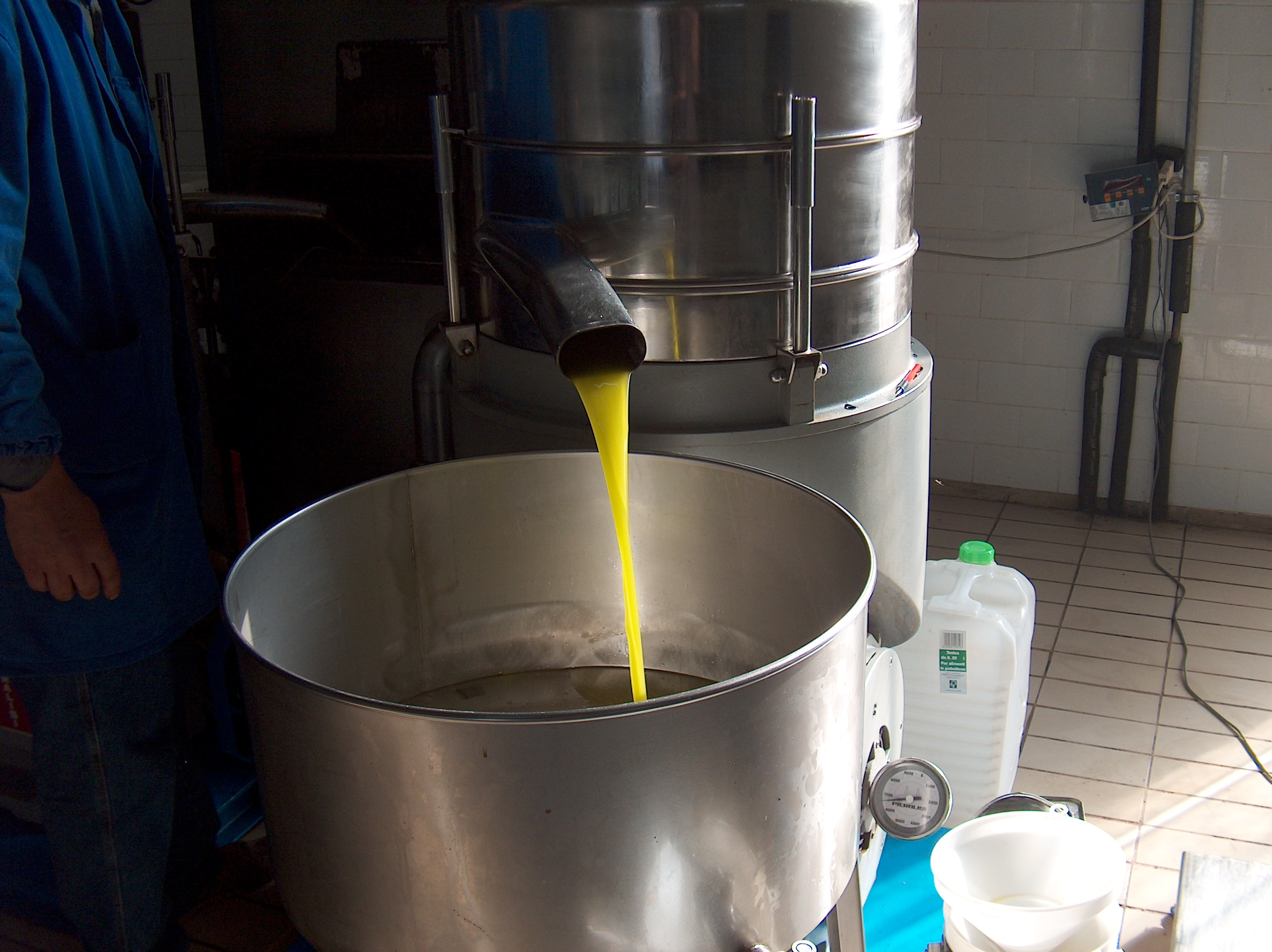
抽出工程

オリーブ・オイルの抽出工程は、他の植物からの抽出と異なる利点を持つ。すなわち、生の果肉から非加熱で果汁を絞って放置しておくだけで、自然に果汁の表面に浮かび上がり、これを分離することで得ることが出来るのである。オリーブと同様に果肉から多量の油が得られるアブラヤシの果実からパーム油を採油する場合、原産地であり伝統的栽培地帯である西アフリカの熱帯雨林地帯における伝統的手法でも、パーム油は飽和脂肪酸を多く含むため常温では固形であり、砕いた果肉を煮沸しなければ抽出できないのとは大きな違いである。一般に種子や果実から採取される植物油の多くが、加熱工程や溶剤抽出工程を経て得られ、特にほとんどの場合植物組織から油を分離するのに加熱工程が不可欠であるのに対して、オリーブ・オイルのこの容易な抽出特性は最大の特性のひとつとなっている。これは、ワインが本来、限られた季節にしか得られないブドウの果汁を一年中飲むことが出来る保存果汁としたものとして発展したのと同様、オリーブ・オイルも同じ地中海文化の中で、正に油という形で保存された生の果汁として発展したと言える。オリーブ・オイルの性質は、食品化学的にも、文化的にも、このような歴史的背景を色濃く持っている。

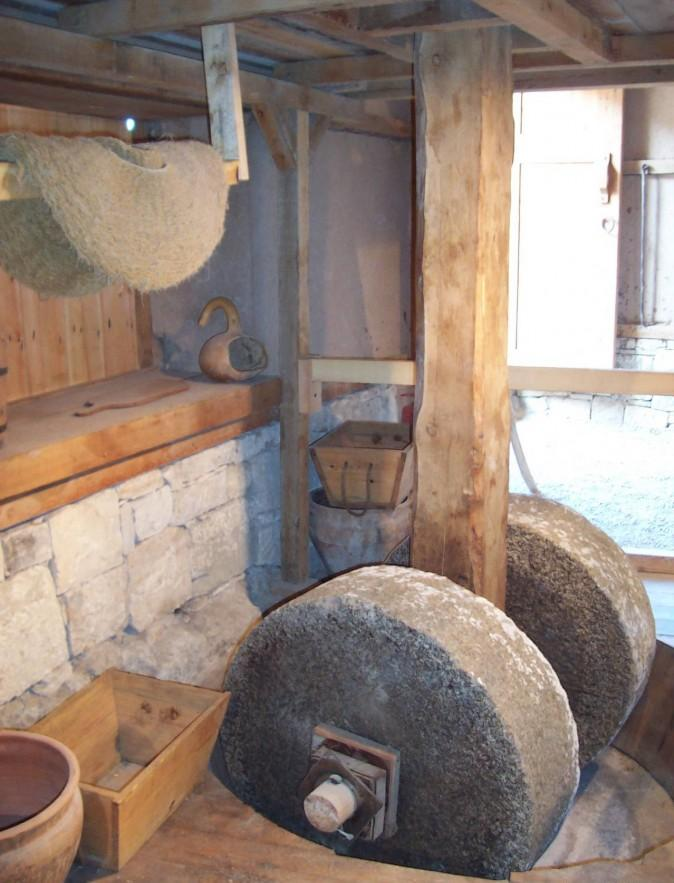
クラゾメナイの古代ギリシア式の石臼

収率向上のため、果実をすりつぶして絞った果汁を遠心分離機に掛け採油する。伝統と品質を重んじる採油所では、この果実のすりつぶしに伝統的な石臼が用いられているが、工業的に大量に処理する採油所では機械による粉砕が行われている。オリーブ絞り用の石臼は、東アジアの穀物粉砕用の石臼のように溝を切った二枚の石の円板が水平に重なり合って回転し、磨り合う形態ではなく、巨大な石の皿の上で垂直に立てられた石の円板が、車輪のように転がりながら円運動をする形態のものである。

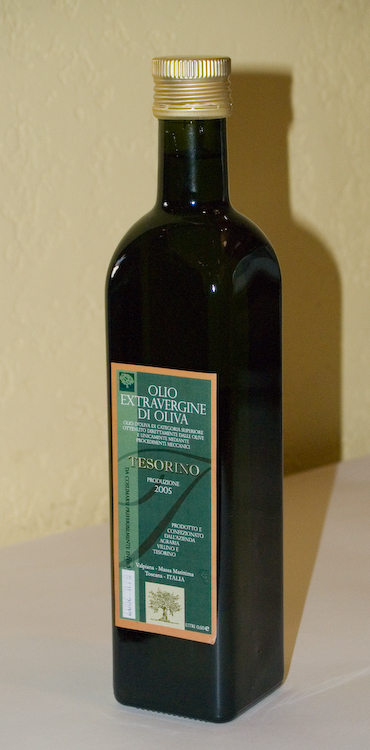
エクストラ・ヴァージン・オリーブ・オイル

果汁から遠心分離などの機械的処理のみで得られた油をヴァージン・オリーブ・オイルと呼び、その中でも風味官能検査で味や香りに欠陥がひとつもなく、酸度が 0.8% 以下のものを特にエクストラ・ヴァージン・オリーブ・オイルと呼ぶ。また、品質の悪いヴァージン・オリーブ・オイルを精製（脱酸・脱臭・脱色等）したもので、酸度が 0.3% 以下のものを精製オリーブ・オイルといい、この精製オイルと中程度の品質のヴァージン・オイルをブレンドし、酸度 1.0% 以下にしたものをオリーブ・オイル（日本ではピュア・オリーブ・オイル）と呼ぶ。ただし、これらの品質等級規格は国際オリーブ理事会（en:International Olive Council,IOC）の定めたもので、IOC に加盟していない日本ではこれらの品質等級規格に沿った製品表示でなくとも法的には何の問題もない。
果実に含まれる油を無駄なく回収するため、果汁を絞った絞りかすから再度遠心分離機や石油系有機溶剤を使って抽出したオイルを粗製オリーブ・ポマース・オイルと呼ぶ。オリーブ・ポマース・オイルは上記のオリーブ・オイルとは成分が異なるため、IOCの規定により「オリーブ・オイル」と表示してはいけないと定められており、食用ではなく工業用として扱われている。ただし、オリーブ・ポマース・オイルを精製し、酸度を 0.3% 以下にした精製オリーブ・ポマース・オイルは、その国の基準（日本であれば JAS法）をクリアしていれば、食用としての販売は可能である（その代わり、容器には「ポマース」と明確に表記しなければならない）。オリーブ・ポマース・オイルは精製オリーブ・ポマース・オイルにヴァージン・オリーブ・オイルをブレンドしたもので、格安のオリーブ・オイルとして出回っているものの多くはこのオリーブ・ポマース・オイルである。
オリーブの種子から溶剤抽出によって得られた油をオリーブ核油と呼んでいる。
| 品質等級                                     | 酸度（%） | 等級規格                                                                                         | 精度 (mg/kg) |
| エクストラ・ヴァージン・オリーブ・オイル     | ≦ 0.8     | ヴァージン・オリーブ・オイルのうち風味官能検査で味や香りに欠陥がひとつもないもの                 | ≦ 250        |
| ヴァージン・オリーブ・オイル                 | ≦ 2.0     | ヴァージン・オリーブ・オイルのうち風味官能検査で味や香りに若干の欠陥があるもの                   | ≦ 250        |
| オーディナリー・ヴァージン・オリーブ・オイル | ≦ 3.3     | ヴァージン・オリーブ・オイルのうち風味官能検査で味や香りに複数の欠陥があるもの（日本では非食用） | ≦ 300        |
| ランパンテ・ヴァージン・オリーブ・オイル     | > 3.3     | ヴァージン・オリーブ・オイルのうち酸度が高く食用には不向きで、精製が必要なもの（非食用）         | ≦ 300        |
| 精製オリーブ・オイル                         | ≦ 0.3     | ヴァージン・オリーブ・オイルを精製したもの                                                       | ≦ 350        |
| （ピュア）オリーブ・オイル                   | ≦ 1.0     | 精製オリーブ・オイルとヴァージン・オリーブ・オイルをブレンドしたもの                             | ≦ 350        |
| 精製オリーブ・ポマース・オイル               | ≦ 0.3     | 精製オリーブ・オイルの絞りかす（ポマース）からさらに抽出したもの                                 | > 350        |
| オリーブ・ポマース・オイル                   | ≦ 1.0     | 精製オリーブ・ポマース・オイルにヴァージン・オリーブ・オイルをブレンドしたもの                   | > 350        |

## 歴史

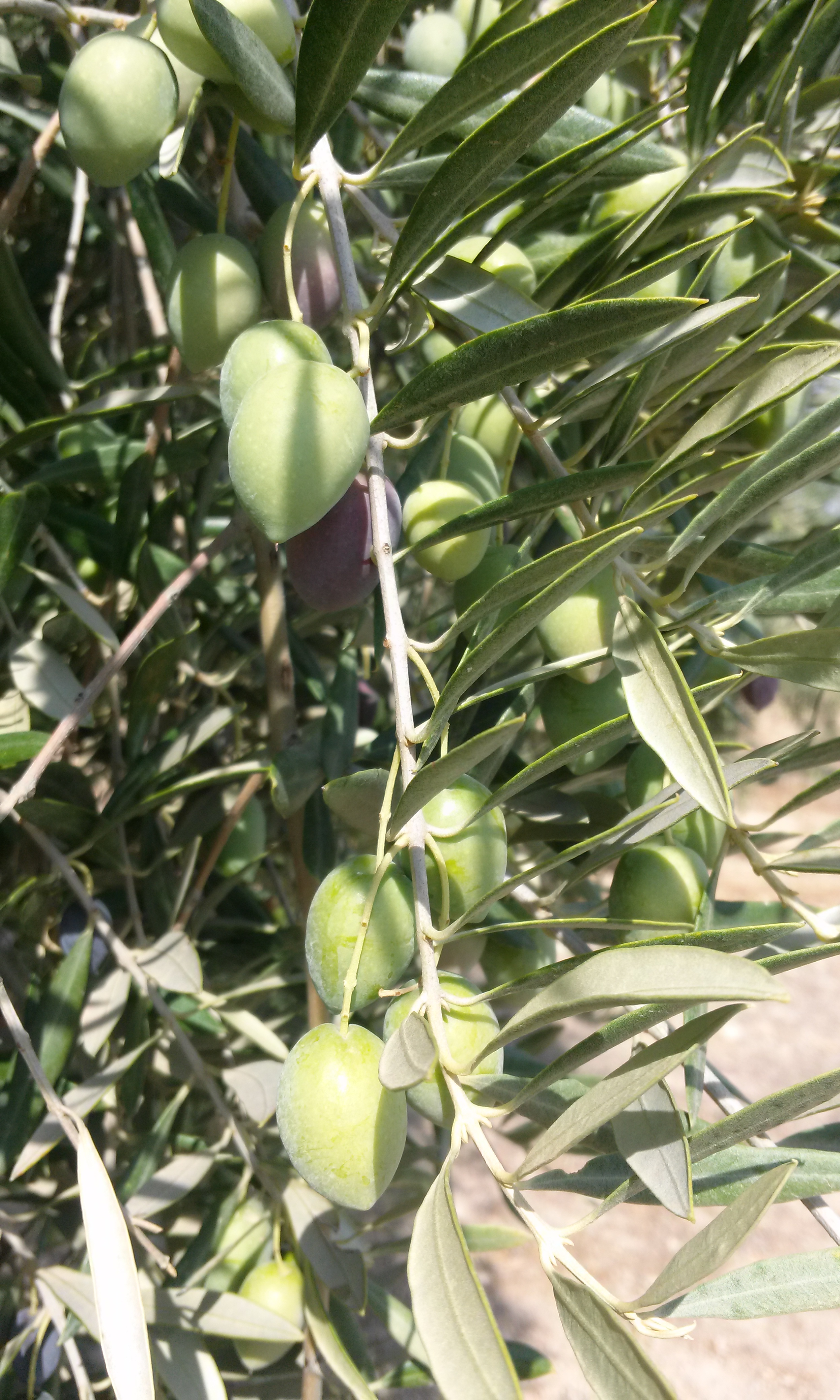
ハエンで育てられたピクアル

オリーブ栽培とオリーブ・オイル発祥の地は地中海沿岸である。広く信じられている説では、オリーブ・オイルの使用はクレタ島で始まったという。オリーブ・オイルを貯蔵するための最古のアンフォラはここから出土しており、紀元前3500年ごろのものとみられる。もう一つの説では、カナン人が紀元前4500年ごろに初めてオリーブ・オイルを絞ったという。
宗教的な用途に用いられることもあった。キリスト教の祖イエスの名の称号「キリスト」は救世主を意味するが、原義は「油で聖別された者」の意で、聖別にオリーブ・オイルが使われたと見られるほか、聖書にオリーブ・オイルが頻繁に登場するのは古代のカナン地方（現パレスチナ）の文化にオリーブ・オイルが根付いていた証拠である。また、ギリシャなどの教会では灯火用にも用いる。
古代ローマでは不作の年に備えて公共の貯蔵庫を設け、祝賀の時には人々にふるまわれることもあった。カエサルがウティカの戦いで勝利を収めたときには軍の兵士に一人あたり2ガロンもの油が与えられたという。
マシュリクでは、美容と健康のためにそのまま飲むこともある。
育苗・栽培・製造方法の技術の発達により、アメリカ合衆国やオーストラリアなどの新世界から、非常に優れた品質のオリーブ・オイルが出荷されるようになった。オリーブのよく育つ環境はワイン用のブドウ（特にシラーやカベルネ種）が育つ環境と非常に似ているからである。風土や苗・製造方法、生産者の嗜好などにより、色や味に個性が出る。

## 世界の生産
| 国             | 2000      | %       | 2005      | %       | 2009      | %      | 2014      | %      |
| -------------- | --------- | ------- | --------- | ------- | --------- | ------ | --------- | ------ |
| スペイン       | 962.400   | 38,2 %  | 819.428   | 32,1 %  | 1.199.200 | 41,2 % | 1.775.800 | 54,3 % |
| イタリア       | 507.400   | 20,1 %  | 671.315   | 26,3 %  | 587.700   | 20,2 % | 461.000   | 14,1 % |
| ギリシャ       | 408.375   | 16,2 %  | 386.385   | 15,1 %  | 332.600   | 11,4 % | 131.900   | 4,0 %  |
| トルコ         | 185.000   | 7,3 %   | 115.000   | 4,5 %   | 143.600   | 4,9 %  | 190.000   | 5,8 %  |
| シリア         | 165.354   | 6,6 %   | 123.143   | 4,8 %   | 168.163   | 5,8 %  | 165.000   | 5,0 %  |
| チュニジア     | 115.000   | 4,6 %   | 210.000   | 8,2 %   | 150.000   | 5,2 %  | 70.000    | 2,1 %  |
| モロッコ       | 40.000    | 1,6 %   | 50.000    | 2,0 %   | 95.300    | 3,3 %  | 120.000   | 3,7 %  |
| アルジェリア   | 30.488    | 1,2 %   | 34.694    | 1,4 %   | 56.000    | 1,9 %  | 44.000    | 1,3 %  |
| ヨルダン       | 27.202    | 1,1 %   | 17.458    | 0,7 %   | 16.760    | 0,6 %  | 30.000    | 0,9 %  |
| ポルトガル     | 25.974    | 1,0 %   | 31.817    | 1,2 %   | 53.300    | 1,8 %  | 91.600    | 2,8 %  |
| アルゼンチン   | 10.500    | 0,4 %   | 20.000    | 0,8 %   | 22.700    | 0,8 %  | 30.000    | 0,9 %  |
| リビア         | 6.000     | 0,2 %   | 7.900     | 0,3 %   | 15.000    | 0,5 %  | 15.000    | 0,5 %  |
| レバノン       | 5.300     | 0,2 %   | 6.800     | 0,3 %   | 19.700    | 0,7 %  | 20.500    | 0,6 %  |
| オーストラリア | 500       | 0,02 %  | 5.000     | 0,2 %   | 15.000    | 0,5 %  | 18.000    | 0,6 %  |
| 世界の合計     | 2.518.629 | 100,0 % | 2.552.182 | 100,0 % | 2.911.115 | 100 %  | 3.270.500 | 100 %  |
| Fuentes: FAO   |           |         |           |         |           |        |           |        |

## 日本のオリーブ・オイル
1908年（明治41年）、魚の油漬け加工に必要なオリーブ・オイルの自給をはかるため、農商務省がアメリカ合衆国から導入した苗木を三重県、鹿児島県と香川県に試験的に植えた。香川県の小豆島に植えたオリーブだけが順調に育ち、大正時代の初めには搾油が出来るほどの実が収穫された。小豆島では今でも島のあちこちにオリーブの樹が植えられており、国産のオリーブ・オイルが作られている。
小豆島で栽培されているものは、主に「ミッション」「マンザニロ」「ネバディロ・ブランコ」「ルッカ」の4種類。
近年は熊本県（荒尾市）がオリーブ／オリーブ・オイルの生産と特産品化に熱心に取り組んでおり、香川県に次いで、熊本県が全国2位の生産量となっている。

## 用途
食用油
天ぷら油、炒め物、サラダ用などに使用。
化粧品
髪油、スキンオイルなど
薬用
日本薬局方に収載されており、他の薬効成分と配合して用いられる。
工業用
トルコ相撲

### 料理の例

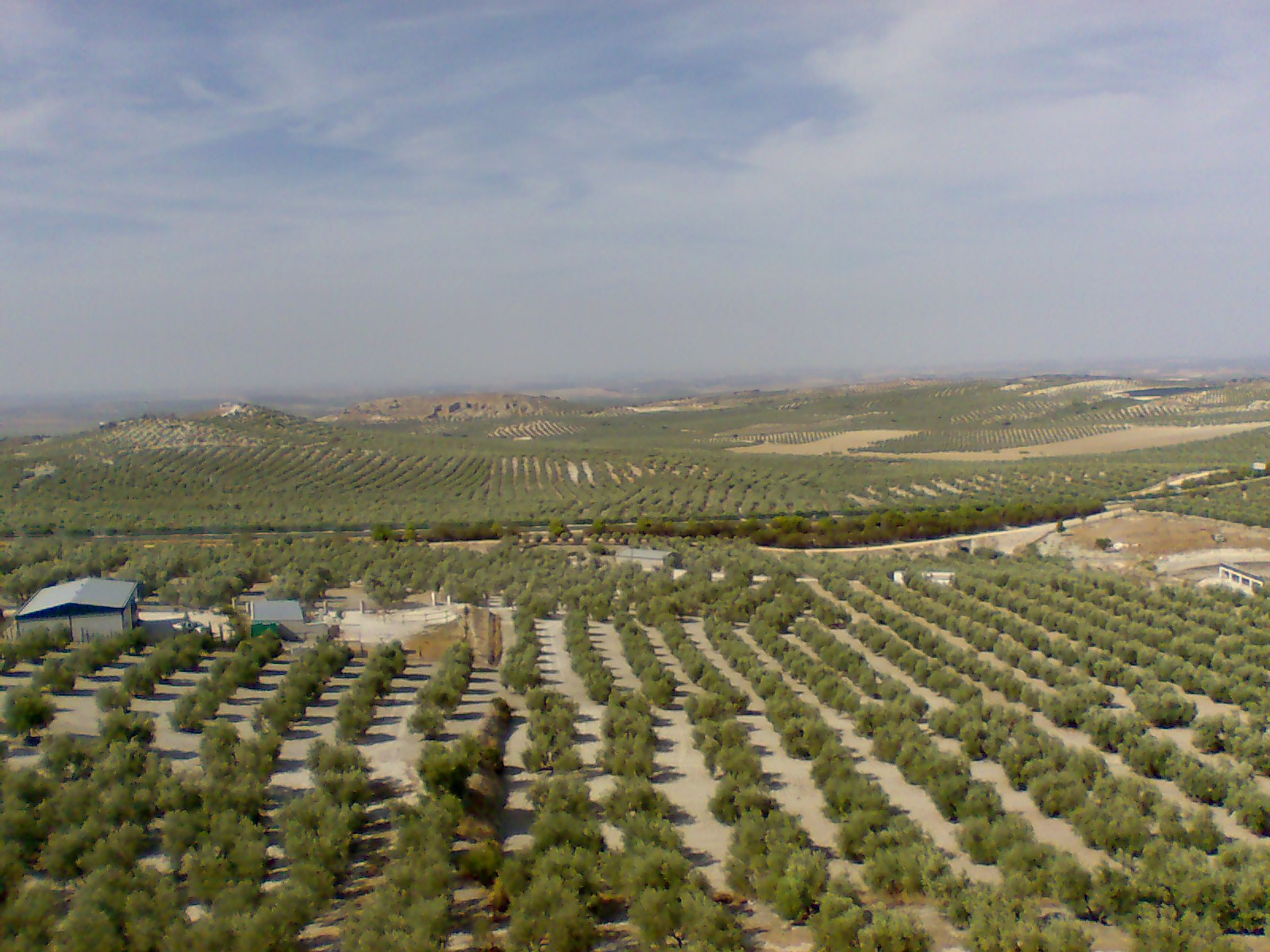
セビリア県エステーパのオリーブの木

地中海食（南部のイタリア料理、スペイン料理、ギリシャ料理、トルコ料理、レバノン料理、フランスのプロヴァンス料理やバスク料理。また、地中海には面していないが、文化的に類似点の多いポルトガル料理）では、オリーブ・オイルが多く使われる。
- バター代わりにパンや野菜につけて食べる
- フムス
- サラダ
  - サラダドレッシング
- パスタ料理のソースなど。オイルソースの項に詳しい。ペスト・ジェノヴェーゼにも欠かせない。
- マリネ
- ブルスケッタ
- バーニャ・カウダ
- アイオリソース
- 魚介類（主にイワシやマグロ）や果実の油漬け。
- 冷やして、または常温で食べる料理全般
- カトリック教会と正教会の大斎や小斎など動物性食品が制限される期間の料理
- アヒージョ
- カッサテッレ(cassatelle) 生地にオリーブ油を混ぜ、リコッタチーズ[ホエーからつくるイタリアのフレッシュチーズ]を詰めたシチリア島の揚げ菓子[10]
- メロマカロナ(melomakarona)

## 成分・栄養価

### 健康とオリーブ・オイル
- オレオカンタールは、特にエクストラ・ヴァージン・オイルに含まれている天然成分である。オレオカンタールは、風邪薬の中に入っている抗炎症剤であるイブプロフェンに似た抗炎症作用を示す。オレオカンタールは、炎症作用を有するプロスタグランジンをアラキドン酸から合成するシクロオキシゲナーゼ（COX）を阻害するのである。このことは、オリーブ・オイルからこの物質を長期間、少量摂取することが、地中海料理が心臓病の発生の予防に貢献しているかもしれないことを示唆しているものである[11][12]。

### 一覧表
| 項目                     | 分量 (g) |
| ------------------------ | -------- |
| 脂肪                     | 100      |
| 飽和脂肪酸               | 13.808   |
| 16:0（パルミチン酸）     | 11.29    |
| 18:0（ステアリン酸）     | 1.953    |
| 一価不飽和脂肪酸         | 72.961   |
| 16:1（パルミトレイン酸） | 1.255    |
| 18:1（オレイン酸）       | 71.269   |
| 多価不飽和脂肪酸         | 10.523   |
| 18:2（リノール酸）       | 9.762    |